# Capitán América: Civil War (banda sonora)
Captain America: Civil War (Original Motion Picture Soundtrack) es la banda sonora de la película de Marvel Studios Capitán América: Civil War compuesta por Henry Jackman. Hollywood Records lanzó el álbum el 6 de mayo de 2016.

## Antecedentes
En agosto de 2014, los directores Anthony y Joe Russo anunciaron que Jackman, que escribió la música para Captain America: The Winter Soldier, regresaría para musicalizar Civil War. Jackman señaló que los elementos industriales de la pista "The Winter Soldier" de la banda sonora de The Winter Soldier era un buen indicio de cómo sonaría la banda sonora de esta película, aunque advirtió que era "solo un punto de partida ya que los Russo buscan algo nuevo; similar con un giro." Sin embargo, Jackman aclaró que la banda sonora de Civil War es más sinfónica y orquestal que su predecesora.

## Lista de canciones
Toda la música compuesta por Henry Jackman.
| N.º     | Título                     | Duración |  |
| 1.      | «Siberian Overture»        | 2:56     |  |
| 2.      | «Lagos»                    | 2:10     |  |
| 3.      | «Consequences»             | 2:22     |  |
| 4.      | «Ancestral Call»           | 2:37     |  |
| 5.      | «Zemo»                     | 3:09     |  |
| 6.      | «The Tunnel»               | 3:51     |  |
| 7.      | «Celestial Bodies»         | 1:44     |  |
| 8.      | «Boot Up»                  | 5:16     |  |
| 9.      | «A New Recruit»            | 1:47     |  |
| 10.     | «Stepping Up»              | 1:59     |  |
| 11.     | «Standoff»                 | 4:01     |  |
| 12.     | «Civil War»                | 4:26     |  |
| 13.     | «Larger Than Life»         | 3:40     |  |
| 14.     | «Catastrophe»              | 2:36     |  |
| 15.     | «Revealed»                 | 5:38     |  |
| 16.     | «Making Amends»            | 1:34     |  |
| 17.     | «Fracture»                 | 4:00     |  |
| 18.     | «Clash»                    | 3:54     |  |
| 19.     | «Closure»                  | 5:32     |  |
| 20.     | «Cap's Promise»            | 3:46     |  |
| 21.     | «Adagio» (Pista adicional) | 2:18     |  |
| 1:09:09 |                            |          |  |

### Música adicional
Una canción adicional, "Left Hand Free" de alt-J, aparece en la película, pero no fue incluida en el álbum de banda sonora. Suena cuando Peter Parker / Spider-Man aparece por primera vez en la película, y durante la secuencia de créditos finales.

## Posición en listas
| Lista (2016)                   | Máxima posición |
| ------------------------------ | --------------- |
| Estados Unidos (Billboard 200) | 168             |